# Fidelitat dels estats quàntics
En mecànica quàntica, sobretot en teoria de la informació quàntica, la fidelitat quantifica la "proximitat" entre dues matrius de densitat. Expressa la probabilitat que un estat passi una prova per identificar-se com l'altre. No és una mètrica sobre l'espai de matrius de densitat, però es pot utilitzar per definir la mètrica de Bures en aquest espai.

## Definició
La fidelitat entre dos estats quàntics {\displaystyle \rho } i {\displaystyle \sigma }, expressada com a matrius de densitat, es defineix comunament com:
{\displaystyle F(\rho ,\sigma )=\left(\operatorname {tr} {\sqrt {{\sqrt {\rho }}\sigma {\sqrt {\rho }}}}\right)^{2}.}
Les arrels quadrades d'aquesta expressió estan ben definides perquè totes dues {\displaystyle \rho } i {\displaystyle {\sqrt {\rho }}\sigma {\sqrt {\rho }}} són matrius semidefinides positives, i l'arrel quadrada d'una matriu semidefinida positiva es defineix mitjançant el teorema espectral. El producte interior euclidià de la definició clàssica es substitueix pel producte interior de Hilbert-Schmidt.
Com es comentarà en els apartats següents, aquesta expressió es pot simplificar en diversos casos d'interès. En particular, per als estats purs, {\displaystyle \rho =|\psi _{\rho }\rangle \!\langle \psi _{\rho }|} i {\displaystyle \sigma =|\psi _{\sigma }\rangle \!\langle \psi _{\sigma }|}, és igual a: {\displaystyle F(\rho ,\sigma )=|\langle \psi _{\rho }|\psi _{\sigma }\rangle |^{2}.} Això ens diu que la fidelitat entre estats purs té una interpretació senzilla en termes de probabilitat de trobar l'estat. {\displaystyle |\psi _{\rho }\rangle } en mesurar {\displaystyle |\psi _{\sigma }\rangle } en una base que conté {\displaystyle |\psi _{\rho }\rangle }.
Alguns autors utilitzen una definició alternativa {\displaystyle F':={\sqrt {F}}} i anomenem fidelitat a aquesta quantitat. La definició de {\displaystyle F} però és més comú. Per evitar confusions, {\displaystyle F'} es podria anomenar "fidelitat d'arrel quadrada". En tot cas, convé aclarir la definició adoptada sempre que s'utilitzi la fidelitat.

## Motivació de la contrapartida clàssica
Donades dues variables aleatòries {\displaystyle X,Y} amb valors {\displaystyle (1,...,n)} (variables aleatòries categòriques) i probabilitats {\displaystyle p=(p_{1},p_{2},\ldots ,p_{n})} i {\displaystyle q=(q_{1},q_{2},\ldots ,q_{n})}, la fidelitat de {\displaystyle X} i {\displaystyle Y} es defineix com a quantitat
{\displaystyle F(X,Y)=\left(\sum _{i}{\sqrt {p_{i}q_{i}}}\right)^{2}}
La fidelitat tracta de la distribució marginal de les variables aleatòries. No diu res sobre la distribució conjunta d'aquestes variables. En altres paraules, la fidelitat {\displaystyle F(X,Y)} és el quadrat del producte interior de {\displaystyle ({\sqrt {p_{1}}},\ldots ,{\sqrt {p_{n}}})} i {\displaystyle ({\sqrt {q_{1}}},\ldots ,{\sqrt {q_{n}}})} vist com a vectors a l'espai euclidià. Fixeu-vos-ho {\displaystyle F(X,Y)=1} si i només si {\displaystyle p=q}. En general, {\displaystyle 0\leq F(X,Y)\leq 1}. La mesura {\displaystyle \sum _{i}{\sqrt {p_{i}q_{i}}}} es coneix com el coeficient de Bhattacharyya.
Donada una mesura clàssica de la distinció de dues distribucions de probabilitat, es pot motivar una mesura de distingibilitat de dos estats quàntics de la següent manera: si un experimentador intenta determinar si un estat quàntic és qualsevol de les dues possibilitats. {\displaystyle \rho } o {\displaystyle \sigma }, la mesura més general possible que poden fer sobre l'estat és un POVM, que es descriu per un conjunt d'operadors semidefinits positius hermitians {\displaystyle \{F_{i}\}}. Quan es mesura un estat {\displaystyle \rho } amb aquest POVM, {\displaystyle i} -el resultat es troba amb probabilitat {\displaystyle p_{i}=\operatorname {tr} (\rho F_{i})}, i també amb probabilitat {\displaystyle q_{i}=\operatorname {tr} (\sigma F_{i})} per {\displaystyle \sigma }. La capacitat de distingir entre {\displaystyle \rho } i {\displaystyle \sigma } és llavors equivalent a la seva capacitat per distingir entre les distribucions de probabilitat clàssiques {\displaystyle p} i {\displaystyle q}. Aleshores, una pregunta natural és preguntar-se quin és el POVM que fa que les dues distribucions siguin tan distingibles com sigui possible, cosa que en aquest context significa minimitzar el coeficient de Bhattacharyya sobre les possibles opcions de POVM. Formalment, així ens indueix a definir la fidelitat entre estats quàntics com:
{\displaystyle F(\rho ,\sigma )=\min _{\{F_{i}\}}F(X,Y)=\min _{\{F_{i}\}}\left(\sum _{i}{\sqrt {\operatorname {tr} (\rho F_{i})\operatorname {tr} (\sigma F_{i})}}\right)^{2}.}
Va ser demostrat per Fuchs i Caves que la minimització en aquesta expressió es pot calcular explícitament, amb solució el POVM projectiu corresponent a la mesura en la base pròpia de {\displaystyle \sigma ^{-1/2}|{\sqrt {\sigma }}{\sqrt {\rho }}|\sigma ^{-1/2}}, i resulta en l'expressió explícita comuna per a la fidelitat com {\displaystyle F(\rho ,\sigma )=\left(\operatorname {tr} {\sqrt {{\sqrt {\rho }}\sigma {\sqrt {\rho }}}}\right)^{2}.}